# Syngamoptera fukushii
Syngamoptera fukushii är en tvåvingeart som beskrevs av Shinonaga 2003. Syngamoptera fukushii ingår i släktet Syngamoptera och familjen husflugor. Inga underarter finns listade i Catalogue of Life.